# ウィチタ
ウィチタ（Wichita）は、アメリカ合衆国カンザス州の都市。セジウィック郡の郡庁所在地である。人口は39万7532人（2020年）で、州内最大である。アーカンザス川の水運と鉄道や幹線道路などが通り、古くから交通の要所として栄えた。また、家畜・農産物の集散地として発展し、食品加工工場が多い。その他の特徴的な産業として、航空機で特に民間向け小型航空機の製造が盛んである。油井があり、原油も産出する。

## 地理
ウィチタは北緯37度41分20秒、西経97度20分10秒 (37.688848, -97.336226)に位置している。約220キロメートル北東に州都トピカ、約250キロメートル南にオクラホマシティがある。
アメリカ合衆国統計局によると、この都市は総面積359.8平方キロメートル（138.9平方マイル）である。このうち351.6平方キロメートル（135.8平方マイル）が陸地で8.2平方キロメートル（3.2平方マイル）が水地域である。総面積の2.28パーセントが水地域となっている。

## 人口動勢
2000年国勢調査で、この都市は人口344,284人、139,087世帯、及び87,763家族が暮らしている。人口密度は979.2平方キロメートル（2,536.1平方マイル）である。432.7平方キロメートル（1,120.6平方マイル）の平均的な密度に152,119軒の住宅が建っている。この都市の人種的な構成は白人75.20%、アフリカン・アメリカン11.42%、先住民1.16%、アジア3.96%、太平洋諸島系0.06%、その他の人種5.10%、及び混血3.10%である。ここの人口の9.62%はヒスパニックまたはラテン系である。
139,087世帯のうち32.1パーセントが18歳未満の子供と一緒に生活しており、47.3パーセントは結婚して共に生活している。11.6パーセントは未婚の女性が世帯主であり、36.9パーセントは結婚していない。31.2パーセントは1人以上の独身の居住者が住んでおり、9.3パーセントは65歳以上で独身である。1世帯の平均人数は2.44人であり、結婚している家庭の場合は3.10人である。
この都市内の住民は27.1パーセントが18歳未満の未成年、18歳以上24歳以下が10.1パーセント、25歳以上44歳以下が30.7パーセント、45歳以上64歳以下が20.2パーセント、及び65歳以上が11.9パーセントに渡っている。中央値年齢は33歳で、女性100人ごとに対して男性は97.1人である。18歳以上の女性100人ごとに対して男性は94.6人である。
この都市の世帯ごとの平均的な収入は39,939米ドルであり、家族ごとの平均的な収入は49,247米ドルである。男性は36,457米ドルに対して女性は25,844米ドルの平均的な収入がある。この都市の一人当たりの収入は20,647米ドルである。人口の11.2パーセント及び家族の8.4パーセントは貧困線以下である。全人口のうち18歳未満の14.4パーセント及び65歳以上の7.6パーセントは貧困線以下の生活を送っている。

## 航空機産業
20世紀にクライド・セスナやウオルター・ビーチなどの航空機界のパイオニア達は、ウィチタが「世界における空の都」として確立することにつながる事業を始めた。ステアマン・エアクラフト、セスナ社、ムーニー社及びホーカー・ビーチクラフト社などの航空機製造会社は全て1920年代後半から1930年代前半にウィチタで設立された。セスナ社とホーカー・ビーチクラフト社は今日もウィチタに本社に残しており、リアジェット社とスピリット・エアロ・システムズ社と共に、そしてエアバス社とボーイング社の両方がウィチタで従業員を雇用している。

## 交通
- ウィチタ・ドワイト・D・アイゼンハワー国際空港
- 州間高速道路35号線
- 州間高速道路135号線

## 教育
- ウィチタ州立大学

## 文化
ウィチタはこの地域一帯の文化・メディアの中心である。

### 美術
ウィチタにはいくつかの美術館があるが、その中でも最大のものはウィチタ美術館である。所蔵品はアメリカのプレートプレーンズ地区の作品を中心に、8,000点を誇る。

## 姉妹都市
ウィチタは全米国際姉妹都市協会によって指定された、5つの姉妹都市と提携している。
- オルレアン（フランス共和国）- 1944年8月16日
- トラルネパントラ（メキシコ合衆国）- 1973年10月16日
- カンクン（メキシコ合衆国）- 1975年11月25日
- 開封市（中華人民共和国）- 1985年12月3日
- カトマンズ（ネパール王国）- 2005年6月15日

## ウィチタ出身の著名人
- カーニー兄弟 - 起業家、ピザハットを同地にて創業
- ジョン・C・ウッズ - 軍人・死刑執行人
- バリー・サンダース - アメリカンフットボール選手
- ハティ・マクダニエル - 女優
- ジム・ライアン - 陸上競技選手・政治家